# Staufenberg
Staufenberg (pronunciación en alemán: /ˈʃtaʊ̯fn̩ˌbɛʁk/ⓘ) es un municipio situado en el distrito de Gotinga, en el estado federado de Baja Sajonia (Alemania), a una altitud de 288 metros. Su población a finales de 2016 era de unos 7800 habitantes y su densidad poblacional, 100 hab/km².
Se encuentra ubicado junto a  la frontera con el estado de Hesse.